# Costa Rica op de Olympische Zomerspelen 1936
Costa Rica debuteerde op de Olympische Zomerspelen tijdens de Olympische Zomerspelen 1936 in Berlijn, Duitsland. De tweede deelname zou pas 28 jaar later volgen.

## Deelnemers en resultaten

### Schermen
| Olympiër               | Discipline | Resultaat | Prestatie                                 |
| ---------------------- | ---------- | --------- | ----------------------------------------- |
| Bernardo de la Guardia | sabel (m)  | 61e       | 1ste ronde groep 7: 7de met 1 overwinning |

Afghanistan · Argentinië · Australië · België · Bermuda · Bolivia · Brazilië · Brits-Indië · Bulgarije · Canada · Chili · Colombia · Costa Rica · Denemarken · Duitsland · Egypte · Estland · Filipijnen · Finland · Frankrijk · Griekenland · Groot-Brittannië · Hongarije · IJsland · Italië · Japan · Joegoslavië · Letland · Liechtenstein · Luxemburg · Malta · Mexico · Monaco · Nederland · Nieuw-Zeeland · Noorwegen · Oostenrijk · Peru · Polen · Portugal · Republiek China · Roemenië · Tsjecho-Slowakije · Turkije · Uruguay · Verenigde Staten · Zuid-Afrika · Zweden · Zwitserland